# دون ويكس
دون ويكس (بالإنجليزية: Don Weeks)‏ هو مقدم برامج إذاعية أمريكي، ولد في 23 نوفمبر 1938، وتوفي في 11 مارس 2015.